# Calocosmus dimidiatus
Calocosmus dimidiatus är en skalbaggsart som först beskrevs av Louis Alexandre Auguste Chevrolat 1838.  Calocosmus dimidiatus ingår i släktet Calocosmus och familjen långhorningar.
Artens utbredningsområde är Kuba. Inga underarter finns listade.